# Bari (langue nilotique)
Pour les articles homonymes, voir Bari (homonymie).
Le bari est une langue nilo-saharienne de la branche des langues nilotiques orientales parlée au Soudan du Sud et en Ouganda.

## Classification
Le bari est une langue nilo-saharienne  classée dans le sous-groupe des langues nilotiques orientales qui est rattaché aux langues soudaniques orientales.
Le bari fait partie du sous-groupe du même nom qui comprend le kakwa, le mandari ainsi que le nyangwara, le pöjulu, le ngyepu et le kuku. Voßen traite ces parlers comme des dialectes du bari, mais utilise aussi le terme « langues bari » pour les désigner. Ethnologue.com ne compte que trois langues bari, le bari proprement dit, le kakwa et le mandari.

## Écriture
| a  | b | ʼb | d | ʼd | e | g  | j | i | y |
| ʼy | k | l  | m | n  | ŋ | ny | o | ö | p |
| r  | s | t  | u | w  |   |    |   |   |   |

## Phonologie
Les tableaux présentent les voyelles et les consonnes du bari.

### Voyelles
|         | Antérieure  | Centrale    | Postérieure |
| ------- | ----------- | ----------- | ----------- |
| Fermée  | i [i] i̠ [i̠] |             | u̠ [u̠] u [u] |
| Moyenne | e [e] e̠ [e̠] |             | o̠ [o̠] o [o] |
| Ouverte |             | ö̠ [ö̠] a [a] |             |

### Deux types de voyelles
Le bari, comme de nombreuses langues nilo-sahariennes, différencie les voyelles selon leur lieu d'articulation. Elles sont soit prononcées avec l'avancement de la racine de la langue, soit avec la rétraction de la racine de la langue.
Les voyelles rétractées sont [ö̠], [i̠], [e̠], [o̠] et [u̠] (le terme anglais est +ATR ou -ATR, pour advanced tongue root).

### Consonnes
|              |              | Labiales | Alvéolaires | Latérales | Dorsales  | Dorsales | Dorsales |
| ------------ | ------------ | -------- | ----------- | --------- | --------- | -------- | -------- |
| Palatales    | Vélaires     | Labiales | Alvéolaires | Latérales | Lab.-vél. |          |          |
| Occlusives   | Sourde       | p [p]    | t [t]       |           |           | k [k]    | kw [kʷ]  |
| Occlusives   | Sonore       | b [b]    | d [d]       |           |           | g [g]    |          |
| Occlusives   | Éjective     | bʾ [b']  | dʾ [d']     |           |           |          |          |
| Fricative    | Fricative    |          |             | s [s]     |           |          |          |
| Affriquée    | Affriquée    |          |             |           | j [d͡ʒ]    |          |          |
| Nasale       | Nasale       | m [m]    | n [n]       |           | ny [ɲ]    | ng [ŋ]   | ngw [ŋʷ] |
| liquide      | liquide      |          | r [r]       | l [l]     |           |          |          |
| Semi-voyelle | Semi-voyelle | w [w]    |             |           | y [j]     |          |          |

### Une langue à tons
Le bari est une langue tonale qui compte trois tons, haut, bas et haut-bas.

## Sources
- (en) Katherine Hout, « Dominance-as-markedness : evidence from Bari », Studies in African Linguistics, vol. 48, no 2,‎ 2019 (DOI 10.32473/sal.v48i2.118039, lire en ligne)
- (en) Jonathan Owens, « Nubi: genetic linguistics, and language classification », Anthropological Linguistics, vol. 33, no 1,‎ 1991, p. 1-30 (présentation en ligne)
- (en) Rainer Voßen, The Eastern Nilotes. Linguistics and historical reconstructions, Berlin, Dietrich Reimer Verlag, coll. « Kölner Beiträge zur Afrikanistik » (no 9), 1982, 512 p. (ISBN 3-496-00698-6)